# Aleec Harris
 (juillet 2024).
Pour les articles homonymes, voir Harris.
Aleec Harris (né le 31 octobre 1990 dans le comté de Gwinnett) est un athlète américain, spécialiste du 110 m haies.
Le 26 juillet 2014, il porte son record personnel à 13 s 14 à Eugene (Oregon). En avril 2015, il réalise 13 s 16 à Des Moines. 4e des Championnats des États-Unis d'athlétisme 2015 toujours à Eugene, il se qualifie pour les Championnats du monde de Pékin en raison de la wild card de David Oliver.
Au Stade de France de Saint-Denis, il porte son record à 13 s 11 (+ 0,5 m/s de vent) le 4 juillet 2015.

## Palmarès
- Championnats des États-Unis d'athlétisme
  - vainqueur du 110 m haies en 2017